# 本部南道路
本部南道路（もとぶみなみどうろ）は沖縄県国頭郡本部町大浜から名護市安和までの国道449号のバイパスである。バイパスではあるが実際は現道を拡幅（2車線→4車線）・改良する区間が多い。
国道449号は名護市と本部町や海洋博公園にアクセスする重要な幹線道路でこの区間は主に海岸部を通るが、沿線にはセメント工場や採石場がありダンプカーが多く通行するため道路状況はあまりよくなく観光道路としては適していない。かつては海洋博公園に向かう車の多くは内陸部を通る格下の主要地方道名護本部線（県道84号）を経由していたが、本道路整備後は沖縄自動車道経由の高速バスも含め、国道449号経由が多くなっている。
1992年に事業化され、1994年に着工しており、名護市内区間の大半が2002年までに部分開通したのに続き、本区間の大半を占める本部町区間も2010年代半ばまでに開通した。なお名護市安和から南は名護バイパスに、本部町大浜から北は本部北道路にそれぞれそのまま接続される。

## 概要
- 区間・国頭郡本部町字大浜 - 名護市字安和
- 実延長・8.5km
- 道路規格・第3種2級
- 設計速度・60km/h
- 車線数・4車線